# Стеенструп, Кнуд
Кнуд Йоханнес Вогелиус Стеенструп (7 сентября 1842, север Ютландии — 6 мая 1913) — датский геолог и исследователь Гренландии.

## Биография
Приходился племянником ботанику Япетусу Стеенструпу. В 1863 году получил учёную степень по фармакологии, однако интересовался больше геологией и минералогией и работал ассистентом в Геологическом музее Копенгагенского университета. С 1866 по 1889 год совершил в общей сложности девять поездок в Гренландию, однако из которых продлилась два с половиной года. Состоял геологом при Геологическом комитете Дании, с 1896 года входил в комиссию по научным исследованиям Гренландии, с 1902 года был членом Королевской датской академии наук и литературы, с 1906 года — почётным доктором Копенгагенского университета.
Стеенструпом были собраны коллекции ископаемых растений периода миоцена с северо-запада Гренландии, также он высказал гипотезу о том, что обогащённые железом камни, найденные Норденшельдом, имели земное, а не метеоритное происхождение. Свои исследования он изложил в «Meddelelser om Grönland», «Petermanns Mittellungen» и других работах. Большая часть собранных им гренландских коллекций погибла в 1884 году во время пожара в Кристиансборгском дворце.